# Vinesh Phogat
Vinesh Phogat (25 sierpnia 1994) – indyjska zapaśniczka walcząca w stylu wolnym. Olimpijka z Rio de Janeiro 2016, gdzie zajęła dziesiąte miejsce w kategoria 48 kg i dziewiąte w Tokio 2020 w kategorii 53 kg. W Paryżu 2024 walczyła w kategorii do 50 kg, ale została zdyskwalifikowana po wygranym półfinale z powodu przekroczenia limitu wagi.  

## Kariera
Brązowa medalistka mistrzostw świata w 2019 i 2022. Złota medalistka igrzysk azjatyckich w 2018 i brązowa w 2014. Ośmiokrotnie na podium mistrzostw Azji w latach 2013 – 2021. Złota medalistka igrzysk Wspólnoty Narodów w 2014, 2018 i 2022. Mistrzyni Wspólnoty Narodów w 2017 i druga w 2013. Piąta w Pucharze Świata w 2013 roku.

## Życiorys
Abdolwentka Maharshi Dayanand University w Rohtak. Laureatka nagrody Arjuna Award w 2016. Jest kuzynką zapaśniczek Geety, Babity, Ritu, Sangeety i Priyanki.